# 楽山大仏
楽山大仏（らくさんだいぶつ）は、中国・四川省楽山市にある、弥勒菩薩を象（かたど）って彫られた巨大な磨崖仏（石仏）であり、石窟寺院の一種である。「峨眉山と楽山大仏」として、近隣にある峨眉山とともにユネスコの世界遺産に登録されている。1982年に「峨眉山風景名勝区」の一部として中華人民共和国国家級風景名勝区に認定され、2011年に中国の5A級観光地にも認定された。

## 概要
楽山大仏は峨眉山地域内の長江の支流、岷江（びんこう）、大渡河、青衣江が合流する地点にある。
近代以前に造られたものでは世界最大・最長の仏像であり、石像である。顔は100畳分、岩山を掘り、90年かけて造られた。高さは71メートル。東大寺の大仏の5倍にも及ぶ。当時、多くの大仏が国家によって造られたのに対して、楽山大仏は民衆の力で作られた。

## 歴史

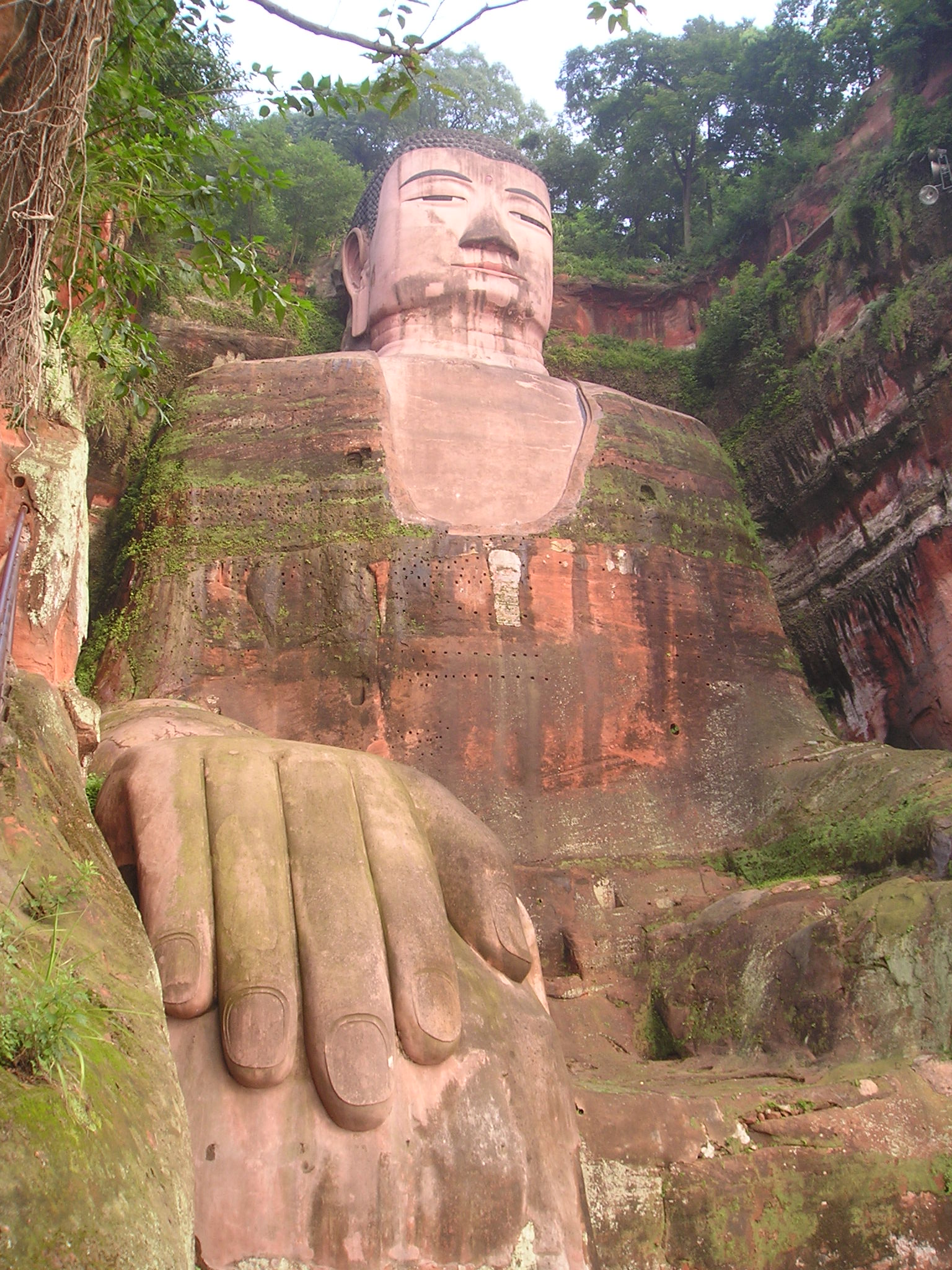
右足方から見上げる楽山大仏

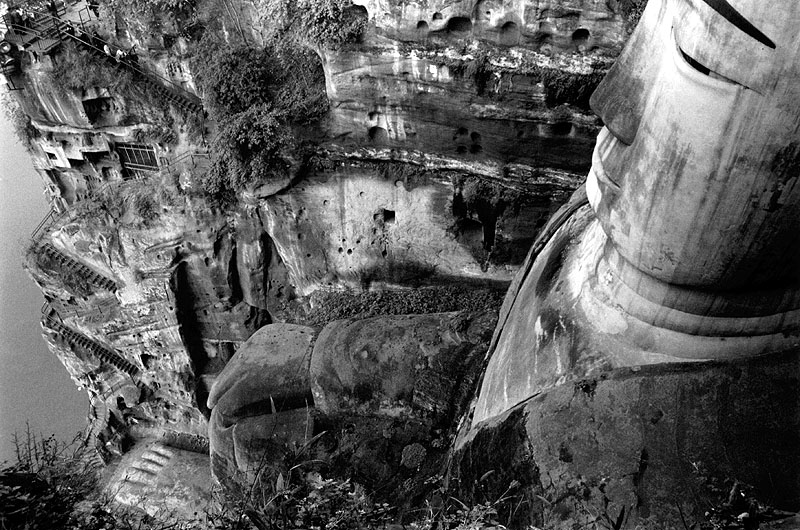
大仏の左肩側から見下ろす景観

### 建造と火難
楽山大仏は、後述の韋皋（い こう）が編ませた『嘉州凌雲寺大像記』の伝えるところによれば、着工は開元元年（713年）とされる。楽山周辺は内陸部ながら、塩分を大量に含んだ地下水を煮たてる方式での製塩が行われ、当時の年間の塩の生産高は現在の価格に換算すると1千億円以上に上っていた。生産された塩は岷江の水運で運び出されていたが、岷江は頻繁に水害を起こす川でもあった。塩の恵みを仏さまに感謝し、暴れ川を仏さまに治めてもらいたい、との願いから、僧の海通が民衆の布施の下に寺院・凌雲寺に隣接する崖に石像を彫り始めた。
天宝2年（743年）、海通は大仏が完成する前に亡くなったが、剣南西川節度使であった韋皋が建設を受け継ぎ、貞元19年（803年）に完成させたという。871年完成との説もある。
工事で出た大量の土砂を川の合流地点に投入することにより、川底が浅くなり、海通の意図通りに水害は大幅に減ることとなった。
完成当時、大仏は「大仏像閣」と称する13層の木造の建造物に覆われ、法衣には金箔、胴には朱色が塗られていた。
さらに、湧水を外に逃がすための排水溝、そして雨水を効率よく逃す溝が掘られていた。
しかし、明代末期に建物は焼失、大仏も風雨に晒されて色が落ち、雑草に覆われていった。

### 修復と保護の問題
修復は1962年になってようやく行われた。
その際、像の胸の部分から明代に開けられたと見られる穴が発見され、経典などを入れるためのものであったとの推測がなされている。
最近では酸性雨によると思われる染みが見られる。

### 世界遺産
楽山大仏は1996年、比較的近隣にある仏教の一大聖地・峨眉山とともに、複合遺産「峨眉山と楽山大仏」の名でユネスコの世界遺産に登録された。

### 2018年の修復
2018年10月8日、大仏の胴体の破損を修復する工事が行われ、2019年3月末に完成した。その後、修復した後の写真として、顔の部分を画像処理ソフトで実物より白く加工したものがインターネットを介して出回ったため、修復に批判的な意見が見られるようになった。

### 2020年の出水
2020年7月から8月にかけて長雨が続き、大仏に面する川が増水。2020年8月19日までに大仏の足元まで水が達する状況になった。

## 施設の詳細
施設の大きさは全高（縦全長）約71m、像高（像本体の高さ）約59.98m（長さの比較資料：1 E1 m）。
近代以前に造られたものでは世界最大・最長の仏像であり、石像である。
また、像高で第2位にあったバーミヤンの大仏（2体のうちの大きい方）が破壊された現在では、これに迫る古仏は存在しない。
- 施設全高 約71m。
- 像高（像本体の長さ） 59.98m。　像幅（像本体の幅） 28.5m。
- 頭高（頭部の長さ） 14.7m、鼻の長さ 5.6m、口の長さ 3.3m、耳の長さ 7.0m（耳の穴には2人入れるという）、首の長さ 3.0m。
- 肩幅 28.0m、中指の長さ 8.3m、脚の長さ 10.5m、足の甲の長さ 8.5m。

## アクセス
- 路線バス3路および13路の「大佛寺」バス停下車徒歩3分。3路は6:50-21:00の運行で、市内北北西にある楽山市中心バスターミナル（市客運中心駅）を通る。13路は6:40-20:00の運行で、楽山港および楽山市中心部の繁華街を通る。いずれも頻発。
- 北緯29度32分50秒 東経103度46分09秒 / 北緯29.54722度 東経103.76917度座標: 北緯29度32分50秒 東経103度46分09秒 / 北緯29.54722度 東経103.76917度